# Ivashka đến từ cung thiếu nhi
Ivashka đến từ cung thiếu nhi (tiếng Nga: Ивашка из Дворца пионеров) là một bộ phim hoạt hình vui nhộn của đạo diễn Gennady Sokolsky, trình chiếu lần đầu năm 1981.

## Nội dung
Baba-Yaga mở tiệc và sai đàn ngỗng bay tới cung thiếu nhi bắt cóc cậu bé Ivashka về với ý định biến cậu thành món ăn đãi khách. Mụ nhốt cậu bé trong tủ quần áo, nhưng lần lượt các vị khách Mèo Bayun, Koshchey, Rồng ba đầu bị cậu bé thông minh đánh bại. Cuối cùng, mụ phù thủy tuyệt vọng phải sai đàn ngỗng đưa cậu bé trở lại cung thiếu nhi.

## Ê-kíp thực hiện
- Âm thanh: Vladimir Kutuzov